# AeroVelo Atlas
AeroVelo Atlas — мускулолёт вертолётного типа, построенный для участия в конкурсе на приз Сикорского. 13 июня 2013 года он совершил полёт, удовлетворивший всем требованиям конкурса.

## История

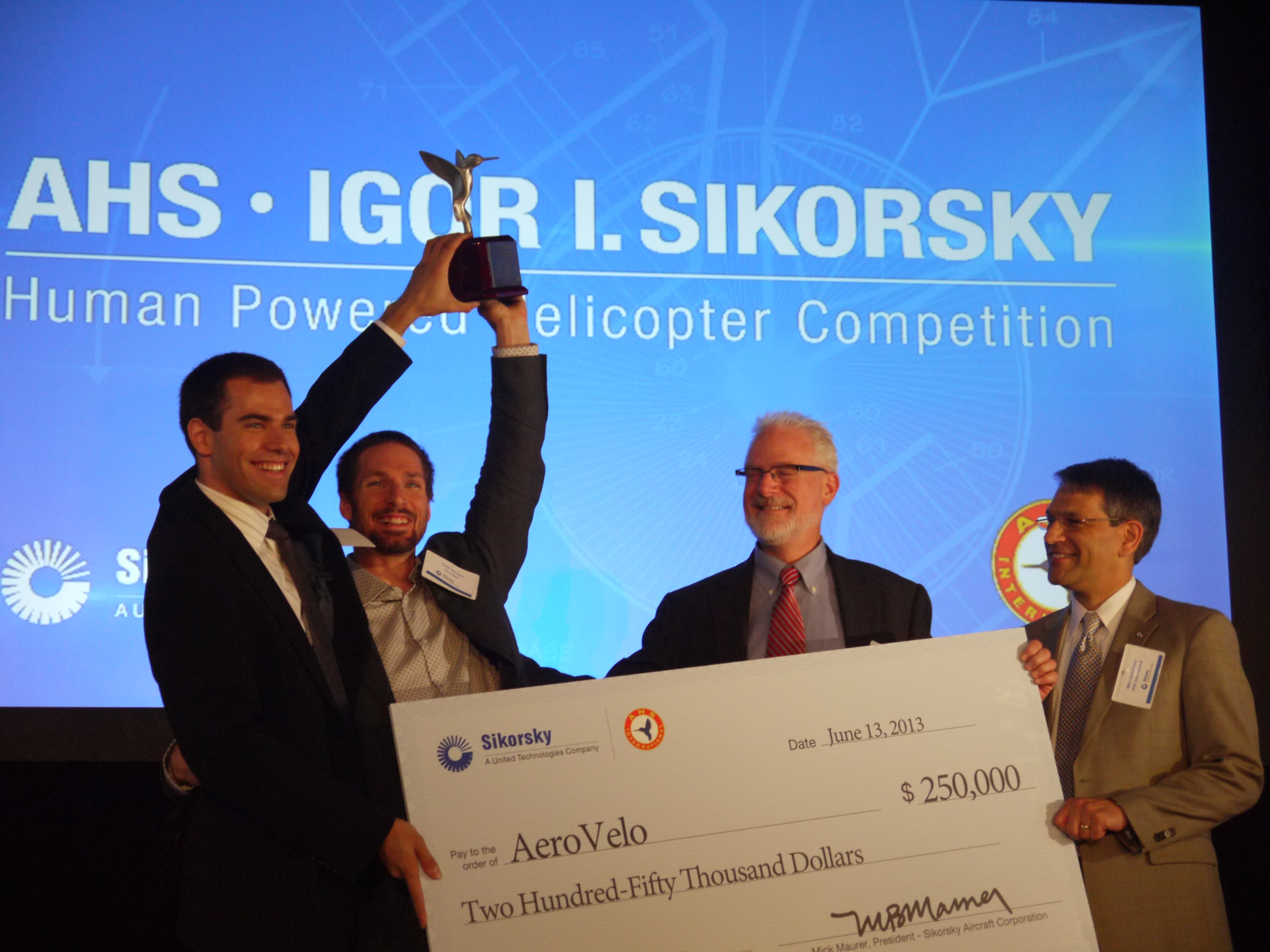
Вручение приза Сикорского команде разработчиков (11 июля 2013 года). Слева направо: Камерон Робертсон и Тодд Райхерт (AeroVelo); Марк Миллер (Sikorsky Aircraft Corp); Майк Хиршберг (AHS International).

Команда AeroVelo, разработавшая мускулолёт, состояла из студентов и выпускников Торонтского университета. Лётные испытания аппарата, получившего название Atlas, начались 28 августа 2012 года. Их аппарат является самым большим мускулолётом подобного типа, когда-либо поднявшимся в воздух.
13 июня 2013 года Atlas выполнил все необходимые требования для получения Приза Сикорского. Он продержался в воздухе 64,11 секунды, достиг максимальной высоты в 3,3 метра и сместился от точки старта не больше, чем на 9,8 метра. 11 июля 2013 года команде был официально присуждён Приз Сикорского.

## Особенности конструкции
По данным из журнала Aviation Week and Space Tecnology (15 июля 2013)
Экипаж: 1

Собственная масса аппарата: 55 кг.

Силовая установка: 1 человек, 1,1 кВт.

Главный винт: 4×20,4 м.

Суммарная площадь винтов: 1307 м².

Общий размах: 46,9 м.

Достигнутый потолок высоты: 3,3 м.